# The Fall of a Saint
The Fall of a Saint er en britisk stumfilm fra 1920 af W. P. Kellino.

## Medvirkende
- Josephine Earle
- Gerald Lawrence som Claude Maitland
- Dallas Anderson
- W.T. Ellwanger som Elkin Smith
- R. Heaton Grey som Norten
- Reginald Culhane som Kenkinson
- Thea Godfrey som Katie Thimm